# Irena Anders

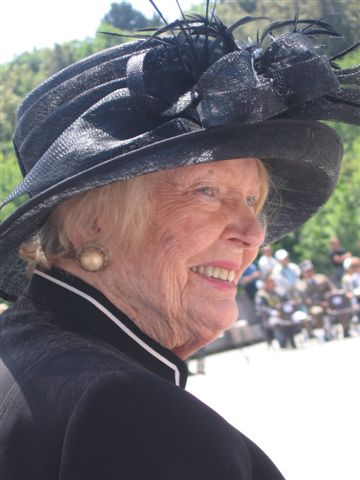
Irena Anders (2007)

Irena Anders (geborene Iryna Jarosiewicz, auch bekannt unter ihrem Künstlernamen Renata Bogdańska; * 12. Mai 1920 in Bruntál, Tschechoslowakei; † 29. November 2010 in London) war eine ukrainisch-polnische Bühnenschauspielerin und Sängerin.

## Leben
Sie wurde als Iryna Jarosiewicz in einer ukrainischen Familie in Bruntál (heutige Tschechien) geboren, wo ihr Vater Mykola Jarosiewicz als Kaplan für griechisch-katholische Soldaten in der österreichisch-ungarischen Armee tätig war. Ihre Mutter Olena Jarosiewicz (geb. Nyzhankivska) stammte aus einer ukrainischen Familie, zu deren Mitgliedern Theaterkünstler und Musiker zählten, sie war die einheimische Schwester des Komponisten Ostap Nyzhankivsky und der Opernsängerin Oleksandr Nyzhankivsky. Kurz vor dem Zerfall der Habsburgermonarchie und der Ausrufung der Westukrainische Volksrepublik kehrte die Familie nach Hause zurück, wo ihr Vater Kaplan der Ukrainische Legion und später Priester in den Dörfern Sapohiv und Bryn war. 1926 zog die Familie nach Lemberg, wo Iryna ein griechisch-katholisches Gymnasium und eine ukrainische Handelsschule besuchte. Von 1929 bis 1939 studierte sie außerdem am Lysenko Lviv Musical Institute Klavier bei ihrem Cousin Nestor Nyzhankivsky und später Gesang bei Mariya Sokil und Lidiya Ulukhanova. 
Während des Zweiten Weltkrieges arbeitete sie in der Truppe von Henry Vars und gab Vorstellungen für die Polnischen Streitkräfte im Westen, die unter dem Kommando von General Władysław Anders standen. Sie war eine der ersten Sängerinnen, die das Lied Czerwone maki na Monte Cassino (Roter Mohn auf dem Monte Cassino) sangen. Nach dem Zweiten Weltkrieg blieb sie in Großbritannien. 1948 heiratete sie Władysław Anders. 1950 kam die gemeinsame Tochter Anna Maria zur Welt. Irena Anders war in vielen Filmen zu sehen. 2003 wurde ein Dokumentarfilm über sie gedreht. 2007 erhielt sie den Orden Polonia Restituta.